# Bianca Ambrosetti
Bianca Ambrosetti   (Pavia, 1 de març de 1914 - Mòdena, 30 de novembre de 1928) va ser una gimnasta artística italiana que va competir durant la dècada de 1920.
El 1928 va prendre part en els Jocs Olímpics d'Amsterdam, on guanyà la medalla de plata en el concurs complet per equips del programa de gimnàstica.
Ambrosetti va morir pocs mesos després, amb tan sols 14 anys, per culpa d'una tuberculosi que ja patia durant la disputa dels Jocs. Aquesta prematura mort la converteix en la participant olímpica més jove en morir de totes les edicions dels Jocs disputades.